# Pável Sudoplátov
Pável Anatólievich Sudoplátov (en ruso; Па́вел Анато́льевич Судопла́тов, Melitópol, en ucraniano; Павло́ Анато́лійович Судопла́тов, 7 de julio de 1907 – Moscú, 24 de septiembre de 1996) fue un agente secreto soviético, miembro del NKVD.
Nació en Melitópol en 1907.El 23 de mayo de 1938, en Róterdam, Pável Sudoplátov asesinó a Yevguén Konovalets, fundador de la Organización de Nacionalistas Ucranianos, empleando en el atentado un artefacto explosivo camuflado en una caja de bombones. También estuvo implicado en el reclutamiento de Ramón Mercader para asesinar a Trotski, además de dirigir operaciones secretas contra la Alemania nazi durante la Segunda Guerra Mundial y estar relacionado con el robo de información secreta en torno al Proyecto Manhattan.
Tras la muerte de Stalin y a causa de su cercanía a Lavrenti Beria, Sudoplátov fue arrestado en 1953 —en el contexto del proceso de desestalinización—, pasando quince años en prisión.
En los últimos años de su vida, publicaría sus memorias, bajo el título Operaciones especiales, de gran importancia para el estudio de los servicios de inteligencia soviéticos. El capítulo 2 del libro Operaciones especiales. La Lubianka y el Kremlin 1930-1950 se titula La inteligencia soviética en España (Советская разведка в Испании).
Falleció en Moscú el 24 de septiembre de 1996.

## Primeros años
Nació el 29 de junio de 1907 en Melitópol, en la familia de un molinero. Su padre era ucraniano y su madre rusa. Entre 1914 y 1919, estudió en la escuela local de la ciudad. En junio de 1919, abandonó Melitópol y se unió a un regimiento del Ejército Rojo, participando durante la Guerra civil rusa en batallas contra el Ejército Blanco y la República Popular Ucraniana. Posteriormente, fue capturado, aunque escapó y huyó a Odesa, en ese momento ocupada por el Movimiento Blanco, donde consiguió trabajo temporal en el puerto de la ciudad. Después de que el Ejército Rojo ocupara la ciudad, se reincorporó a éste. Desde 1921, trabajó en el Departamento Especial de Contrainteligencia de la Cheka, como telefonista y criptógrafo. 
Luego sirvió en el departamento regional del Directorio Político del Estado (GPU). En 1922, trabajó en las Tropas Fronterizas, y un año después, en la organización juvenil del Partido Comunista, el Komsomol.  En 1925, regresó a trabajar en el departamento distrital del GPU en Melitópol, como empleado del departamento de información, asistente en el departamento de contabilidad y estadística, y como trabajador operativo subalterno. En 1926, se casó con Emma Kagánova, una muchacha judía originaria de Gómel (y quien fue posteriormente tenienta coronela del NKVD). Desde agosto de 1928, fue comisionado del departamento distrital del GPU en Járkov, y posteriormente fue comisionado del Departamento de Información del GPU de la RSS de Ucrania. Ese mismo año, se unió al Partido Comunista. 
Entre 1928 y 1930, estudió en la facultad del GPU. En 1932, fue trasladado a Moscú y se matriculó en el departamento personal del Directorio Político Unificado del Estado (OGPU), como inspector superior. Dado que Sudoplátov hablaba con fluidez tanto ruso como ucraniano, desde 1933 trabajó en el Departamento de Asuntos Exteriores del OGPU (el cual pasó a formar parte del nuevo Comisariado del Pueblo de Asuntos Internos de la URSS (NKVD), en 1934), donde se especializó en la identificación y eliminación de nacionalistas ucranianos. Desde octubre de 1933, realizó repetidamente viajes de negocios a varios países europeos. 

## Operaciones antes de la guerra

### Asesinato de Yevguén Konovalets
En 1935, gracias a la información del agente Vasili Lébed, se supo que la Organización de Nacionalistas Ucranianos (OUN), un grupo ultranacionalista ucraniano clandestino, buscaba organizar un movimiento separatista en la república, desde la década de 1920, por lo que Lébed, quien se hacía pasar por uno de los cabecillas de la organización, informó a Stalin y al NKVD sobre los planes del líder de la OUN, Yevguén Konovalets y de las reuniones de este con el gobierno alemán, donde habían acordado aliarse en caso de guerra contra la URSS y entrenar a miembros de la organización en Leipzig. Entonces Sudoplátov fue enviado a Berlín, fingiendo ser el sobrino de Lébed. En junio de 1935, conoció a Konovalets, y fue aceptado en la organización, por lo que pudo informar al NKVD de toda la coordinación de la OUN con la Abwehr alemana, así como de las facciones internas en la organización opositoras a Konovalets, entre la que se encontraba una liderada por Stepán Bandera. Sudoplátov terminó ganándose la confianza de Konovalets, acompañándolo a sus viajes y reuniones con otros cabecillas exiliados de la OUN, y posteriormente Konovalets lo envió a la Unión Soviética como infiltrado de la OUN en la URSS.
Cuando regresó a Moscú, Sudoplátov, supuestamente como agente infiltrado de Konovalets, fue condecorado con la Orden de la Bandera Roja por Stalin por sus exitosos avances en la misión y le pidió su opinión para decidir los próximos pasos de la operación. Sudoplátov recomendó infiltrar a más agentes en la escuela del OUN en Leipzig, y seguir vigilando a Konovalets, al ser la figura más peligrosa de la organización. Posteriormente, se estableció como objetivo principal eliminar a Konovalets para decapitar al movimiento nacionalista ucraniano y terminar debilitándolo por conflictos entre sus facciones internas. Debido a que Konovalets era muy aficionado al chocolate, se ideó un plan para eliminarlo mediante un artefacto explosivo oculto en una caja de bombones, el cual se activaría al ser colocada la caja en posición vertical. Entonces se puso en marcha la operación; el 23 de mayo de 1938, Sudoplátov llegó en barco a Róterdam, Países Bajos, lugar donde acordó reunirse con Konovalets a las 12 del mediodía. Se reunieron en una cafetería, donde conversaron un rato, y Sudoplátov le entregó la caja de bombones, dejándola sobre la mesa en posición vertical. Acordaron encontrarse nuevamente esa misma tarde, y Sudoplátov se retiró del lugar, alegando que debía volver al barco.
Tras alejarse tranquilamente de la cafetería, cuando se encontraba ya a unas calles de distancia escuchó el estruendo de la explosión, logrando exitosamente el objetivo de acabar con la vida de Konovalets, y acto seguido tomó un tren hacia París. La muerte del líder nacionalista ucraniano efectivamente descabezó a la Organización de Nacionalistas Ucranianos y la fragmentó irremediablemente, daño del que nunca se recuperaría. La repentina desaparición de Sudoplátov hizo sospechar tanto a la policía holandesa como a la OUN de ser el autor del homicidio debido a su cercanía con Konovalets. Una vez reunido con su contacto en París, se dirigió hacia Barcelona, España, antes de regresar a su país.

### Ascenso en el NKVD

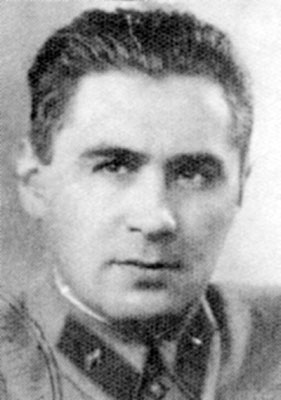
Sudoplátov en 1940.

Una vez que Sudoplátov regresó a la Unión Soviética en 1938, fue nombrado director interino del Departamento 5 (inteligencia exterior) de la Dirección General de Seguridad del Estado (GUGB), luego de que el anterior director fuera arrestado tras la destitución de Nikolái Yezhov al frente del NKVD y su reemplazo por Lavrenti Beria. Posteriormente fue degradado como jefe de la División 6 (España) de dicho departamento. A finales de diciembre de 1938, fue despedido de su puesto y expulsado del partido, pero por intervención de la dirección del NKVD se revirtió dicha decisión y fue rápidamente reintegrado como jefe de la División 6, y desde mayo, nuevamente como jefe del Departamento 5.  

### Operación «Utka»
En marzo de 1939, Stalin dio la orden explícita a Sudoplátov de asesinar a León Trotski, la cual dirigió en conjunto con el agente Nahum Eitingon. Entonces ordenó a Eitington organizar una operación para eliminar a Trotski que se denominó Operación «Utka» (que significa "pato" en ruso y es acrónimo de Ustranit Trótskogo o Eliminar a Trotski). Para ello, se diseñó un plan principal y un plan secundario para ser utilizado en caso de emergencia.
El primer plan consistió en un grupo encabezado por el muralista mexicano David Alfaro Siqueiros, y el segundo involucró el reclutamiento de Caridad Mercader y su hijo Ramón, dos comunistas republicanos españoles que Sudoplátov había conocido en Barcelona tras haber huido a esa ciudad luego de haber asesinado a Konovalets en mayo de 1938.Su planificación fue finalizada en julio de 1940 y fue aprobado personalmente por Stalin en agosto de ese año.Se llevó a cabo el primer plan, el cual consistió en un escuadrón encabezado por Siqueiros, y se consiguió convencer a uno de los guardaespaldas de Trotski, Robert Sheldon Harte, para abrir las puertas de la casa y poder ingresar a la residencia. Este intento de asesinato se llevó a cabo el 24 de mayo de 1940, pero fracasó tras la resistencia de los residentes de la casa, por lo que los agentes infiltrados tuvieron que pasar a la clandestinidad. 
Luego de que Siqueiros fracasara en su objetivo, Stalin ordenó a Beria y a Sudoplátov que llevaran a cabo el plan secundario, que contemplaba a los Mercader, estalinistas convencidos, para eliminar al líder exiliado. Para ello, Ramón había recibido con anterioridad adiestramiento como agente especial en la Unión Soviética. Con apoyo de Sudoplátov y Eitingon, Mercader se hizo pasar por un supuesto periodista llamado Jacques Mornard, e inició una relación sentimental con Silvia Ageloff, amiga del exrevolucionario, lo que le permitió infiltrarse en el círculo íntimo de Trotski.
El 20 de agosto de 1940, Mercader consiguió asesinar a Trotski, golpeándolo con un piolet en la cabeza, mientras éste leía un artículo que Mercader le dio supuestamente para corregirlo, consiguiéndose así el objetivo de la operación.Inmediatamente Mercader fue capturado por los guardaespaldas de Trotski tras haber escuchado el grito de éste, por lo que Caridad y Eitingon, quienes lo esperaban en un coche afuera de la residencia, tuvieron que huir del país sin él. Mercader pasaría veinte años en una prisión mexicana hasta cumplir su condena en 1960. 
Como recompensa por el éxito en la operación, Stalin condecoró a Sudoplátov con su segunda Orden de la Bandera Roja, condecoración que también recibió Grigulévich. Por otro lado, Eitingon y Caridad Mercader fueron recompensados con la Orden de Lenin y para Ramón se reservó el título de Héroe de la Unión Soviética.

## Operaciones durante la Segunda Guerra Mundial
En febrero de 1941, fue ascendido a director del Departamento 1 (inteligencia), donde también enseñó en el Curso de Propósitos Especiales del NKVD. Tras la declaración de guerra de Alemania a la Unión Soviética durante la operación Barbarroja en el contexto de la Segunda Guerra Mundial, por orden del NKVD Sudoplátov fue puesto a cargo de un Grupo de Tareas Especiales con la finalidad de realizar operaciones de reconocimiento y sabotaje en la retaguardia de las tropas alemanas. Para ello, se le designó comandante de la 2.° División de las Tropas Internas Soviéticas.Durante la guerra, su división (al igual que el resto de las Tropas Internas) participó en el reclutamiento y apoyo de grupos partisanos. A finales de junio de 1941, Beria ordenó a Sudoplátov reunirse con el embajador búlgaro en Moscú, Iván Stamenov, para preguntarle bajo qué condiciones y negociaciones podía Hitler detener la ofensiva contra la URSS, aunque posteriormente reveló que en realidad solo buscaba desinformar a los alemanes y ganar tiempo para obtener recursos y realizar movilizaciones. 
En octubre de 1941, Sudoplátov fue designado director del Departamento 2 del NKVD, y en enero de 1942 fue designado como director de la División 4 perteneciente a ese mismo departamento. Además coordinó una red de espionaje en Alemania y otros países del Eje, y también trabajó con otro famoso agente de inteligencia, Nikolái Kuznetsov en la organización de operaciones de sabotaje contra los alemanes en el Cáucaso norte. Además, participó en las famosas operaciones "Monasterio" y "Scherhorn" para engañar al alto mando alemán y eliminar a agentes de inteligencia alemanes. En febrero de 1944 fue designado además como jefe del "Departamento S", el cual tenía la misión de obtener información de documentos atómicos secretos de los estadounidenses para la elaboración del programa nuclear soviético, con el apoyo de "cuatro científicos eminentes".

## Posguerra y últimos años
Después de la guerra, entre 1947 y 1950 fue jefe del "Departamento DR", cuya tarea era el sabotaje de bases militares estadounidenses y de sus países satélites de la OTAN. En septiembre de 1950, fue designado jefe del Departamento 1 del recién creado Ministerio de Seguridad del Estado, con el objetivo de realizar sabotaje en el extranjero. En 1953, se graduó de la Academia Jurídico Militar del Ejército Soviético. Después de la muerte de Stalin en marzo de 1953, su sucesor Nikita Jrushchov realizó reorganizaciones de las agencias de inteligencia soviéticas, durante las cuales Sudoplátov fue nombrado jefe adjunto de la Dirección 1 (contrainteligencia) del Ministerio de Asuntos Internos de la URSS en abril de 1953, y tiempo después de la Dirección 9 (reconocimiento y sabotaje). 
Después de la destitución de Beria en el verano de ese año, Sudoplátov fue trasladado a la Dirección 2 (inteligencia). En agosto, fue arrestado en su propia oficina bajo la sospecha de haber sido "cómplice de Beria", aunque fingió tener problemas mentales durante su arresto y fue internado en el Hospital Psiquiátrico Especial de Leningrado. El 12 de septiembre de 1958, fue condenado por el Colegio Militar de la Corte Suprema de la URSS en virtud del Artículo 58-1, apartado “b”, a 15 años de prisión “por asistencia activa al traidor a la patria Beria" en la preparación de "un golpe de Estado, realizando experimentos con personas, secuestros y numerosos asesinatos”.Ante esta acusación, se declaró inocente, pero fue internado en la Prisión Central de Vladímir, hasta que cumplió su condena el 21 de agosto de 1968. 
Al regresar a Moscú, Sudoplátov se dedicó a la escritura y publicó tres libros. También redactó y publicó, con ayuda de su hijo Anatoli un libro con sus memorias, denominado Servicios de inteligencia y el Kremlin: notas de un testigo indeseado. Además de extensos detalles de muchas operaciones de inteligencia soviéticas durante la carrera de Sudoplátov, afirmó que varios científicos occidentales que habían trabajado en el Proyecto de la bomba atómica, como Robert Oppenheimer —aunque no reclutó agentes para los soviéticos, como se cree— había proporcionado información importante. Sudoplátov falleció el 24 de septiembre de 1996, y fue enterrado junto a su esposa en el Nuevo cementerio Donskoe, en Moscú.

## Vida personal
Sudoplátov se casó con la también agente del NKVD Emma Kagánova, con quien tuvo dos hijos, Andréi y Anatoli.

## Premios y condecoraciones
- Orden de Lenin (1946)
- Orden de la Bandera Roja (1937, 1941 y 1944)
- Orden de Suvórov (1944)
- Orden de la Guerra Patria (1945)
- Orden de la Estrella Roja (1940 y 1943)
- Medalla por la Defensa de Moscú
- Medalla por la Defensa del Cáucaso
- Medalla por la Victoria sobre Alemania en la Gran Guerra Patria 1941-1945
- Medalla por la Victoria sobre Japón
- Trabajador de Honor del NKVD (1942)
- Oficial Honorario de Seguridad del Estado

## Legado
Varias calles en las ciudades de Smolensk y Gagarin llevan su nombre, y en la entrada de la primera ciudad hay una monumento en su memoria.Además, en 2022, por iniciativa de la Sociedad Histórica Militar Rusa, se erigió en esta ciudad un monumento a Sudoplátov y una placa conmemorativa, así como una calle con su nombre.

## Memorias
- Pavel Sudoplatov; Anatoli Sudoplatov; Jerrold L. Schecter; Leona P. Schecter (1994). Special Tasks: The Memoirs of an Unwanted Witness—A Soviet Spymaster. Boston: Little, Brown and Company. ISBN 0-316-77352-2. (requiere registro).
- Pável Sudoplátov, Anatoli Sudoplátov. Operaciones especiales. Barcelona: Plaza & Janés, 1994. ISBN 84-01-37511-8 Traductor Pedro Fontana
- Судоплатов, Павел. Разведка и Кремль: Записки нежелательного свидетеля — М.: ТОО "Гея", 1996.
 - Sudoplátov, Pável. Servicios de inteligencia y el Kremlin: memorias de un testigo indeseado. Moscú: Gueya, 1996 (en ruso) ISBN 5-85589-024-4
- Судоплатов П.А. Спецоперации. Лубянка и Кремль 1930–1950 годы. — М.: ОЛМА-ПРЕСС, 1997.
 - Sudoplátov, P.A. Operaciones especiales. La Lubianka y el Kremlin 1930-1950. Moscú: OLMA-PRESS, 1997 (en ruso) ISBN 5-87322-726-8